# بن اسوالو
بن اسوالو (انگلیسی: Ben Swallow؛ زادهٔ ۲۰ اکتبر ۱۹۸۹) بازیکن فوتبال اهل بریتانیا است.
از باشگاه‌هایی که در آن بازی کرده‌است می‌توان به باشگاه فوتبال بریستول راورز، باشگاه فوتبال دارتفورد، باشگاه فوتبال بروملی، باشگاه فوتبال کاردیف سیتی، باشگاه فوتبال نیوپورت کانتی، باشگاه فوتبال چیپنهام تاون، باشگاه فوتبال هاوانت و واترلوویل، باشگاه فوتبال یورک سیتی، و باشگاه فوتبال بث سیتی اشاره کرد.
وی همچنین در تیم ملی فوتبال Wales Semi-Pro بازی کرده‌است.